# فرودگاه اتکامبا
فرودگاه اتکامبا (به انگلیسی: Atkamba Airport) یک فرودگاه با کد یاتا ABP است . این فرودگاه در کشور پاپوآ گینه نو قرار دارد .